# Karloman I
Karloman (751 – Samoussy (Aisne), 4 december 771) was koning der Franken van 768 tot 771. Hij was de tweede zoon van Pepijn de Korte.

## Levensloop
Samen met zijn oudere broer Karel werd hij in 754 door paus Stephanus II tot koning gezalfd. 
Na Pepijns dood in 768 werd het koninkrijk verdeeld onder Karel en Karloman. Karloman kreeg daarbij de zuidoostelijke regio toebedeeld, bestaande uit het zuidelijk deel van Austrasië (waarin onder andere Thionville), het zuidelijk deel van Neustrië (waarin onder andere Parijs, Soissons, Samoussy en Attigny), Bourgondië, de Provence, Septimanië, de Elzas, Alemannië en zuidelijk Aquitanië.  Carloman liet zich op 9 oktober 768 tot koning zalven in Soissons (destijds de hoofdstad van Neustrië). Op precies datzelfde tijdstip liet zijn broer Karel zich in Noyon eveneens tot koning zalven, van een ander deel van het Frankische rijk.
Er was behoorlijk wat spanning en rivaliteit tussen de broers. Mogelijk is dat de reden geweest van Karlomans vroegtijdige overlijden; er bestaan vermoedens dat hij werd vergiftigd op bevel van zijn oudere broer Karel. Karel de Grote had hierna de alleenheerschappij over het rijk.
Karloman was gehuwd met Gerberga. Zij hadden twee kinderen, die bij Karlomans overlijden nog jong waren: Pepijn en een onbekend kind (mogelijk gaat het hier om de heilige Ida van Herzfeld). Gerberga zou na Karlomans dood met haar twee kinderen naar de Longobarden vluchten waar ze toevlucht zocht bij Desiderius. Na 772 is er niets meer over hen bekend.